# Stavanger Stadion

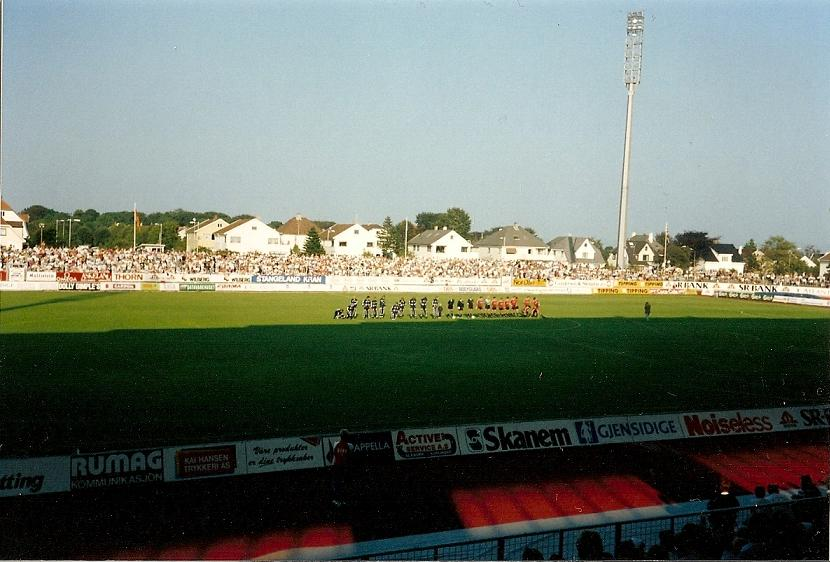
Partido entre el Viking FK y el Manchester United (0-1) el 30 de julio de 1991 en el estadio Stavanger.

El Stavanger Stadion fue un estadio de fútbol de la ciudad de Stavanger, en Noruega. Fue inaugurado en 1974, y tenía una capacidad de aproximadamente 16 000 espectadores. Sus dimensiones eran de 107x66 metros. Fue abandonado en 2004 para ser sucedido por el Viking Stadion.
- Datos: Q1635592